# Bathyphantes brevis
Bathyphantes brevis là một loài nhện trong họ Linyphiidae.
Loài này thuộc chi Bathyphantes. Bathyphantes brevis được James Henry Emerton miêu tả năm 1911.